# Marguerite Béguin
Marguerite Béguin, död 1670, var en fransk skådespelare. Hon var känd under artistnamnet Mademoiselle de Villiers.
Hon var gift med skådespelaren Claude Deschamps. 
Hon var engagerad vid Théâtre du Marais 1629-1634 (innan teatern ännu blivit permanent) och 1634-1660 vid Hôtel de Bourgognes teater i Paris. Pierre Corneille skrev pjäser åt Théâtre du Marais vid samma tid: hans pjäser innehöll alltid två kvinnoroller, och eftersom teatern bara hade två kvinnor anställda, Isabelle Mestivier och Marguerite Béguin, förmodas han ha skrivit rollerna med dem i åtanke. 
Rollfördelningen är sällan dokumenterad från denna tid, men det är känt att hon spelade Chimene på världspremiären av Corneilles Le Cid 1637. Hon var en av de mer framstående skådespelerskorna i Paris. Hon beskrivs av Gédéon Tallemant des Réaux som teaterdirektören och stjärnskådespelaren Mondorys jämlike. Hon ska ha haft ett förhållande med Henrik II av Guise.